# Jerry Springer

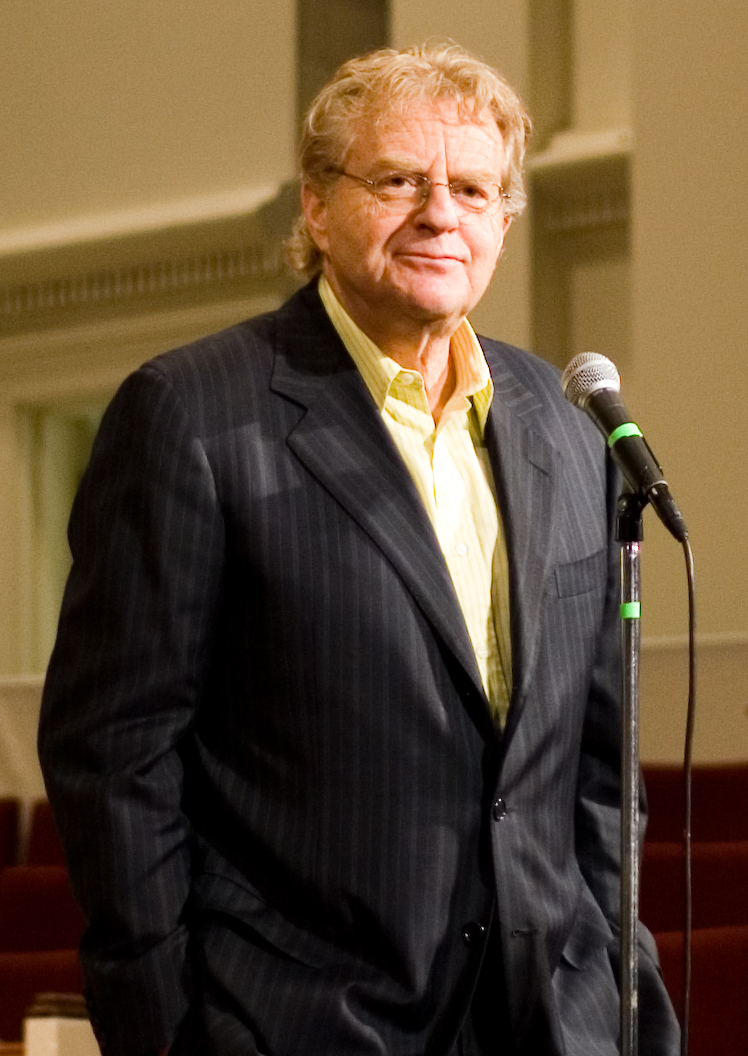
Jerry Springer, 2007

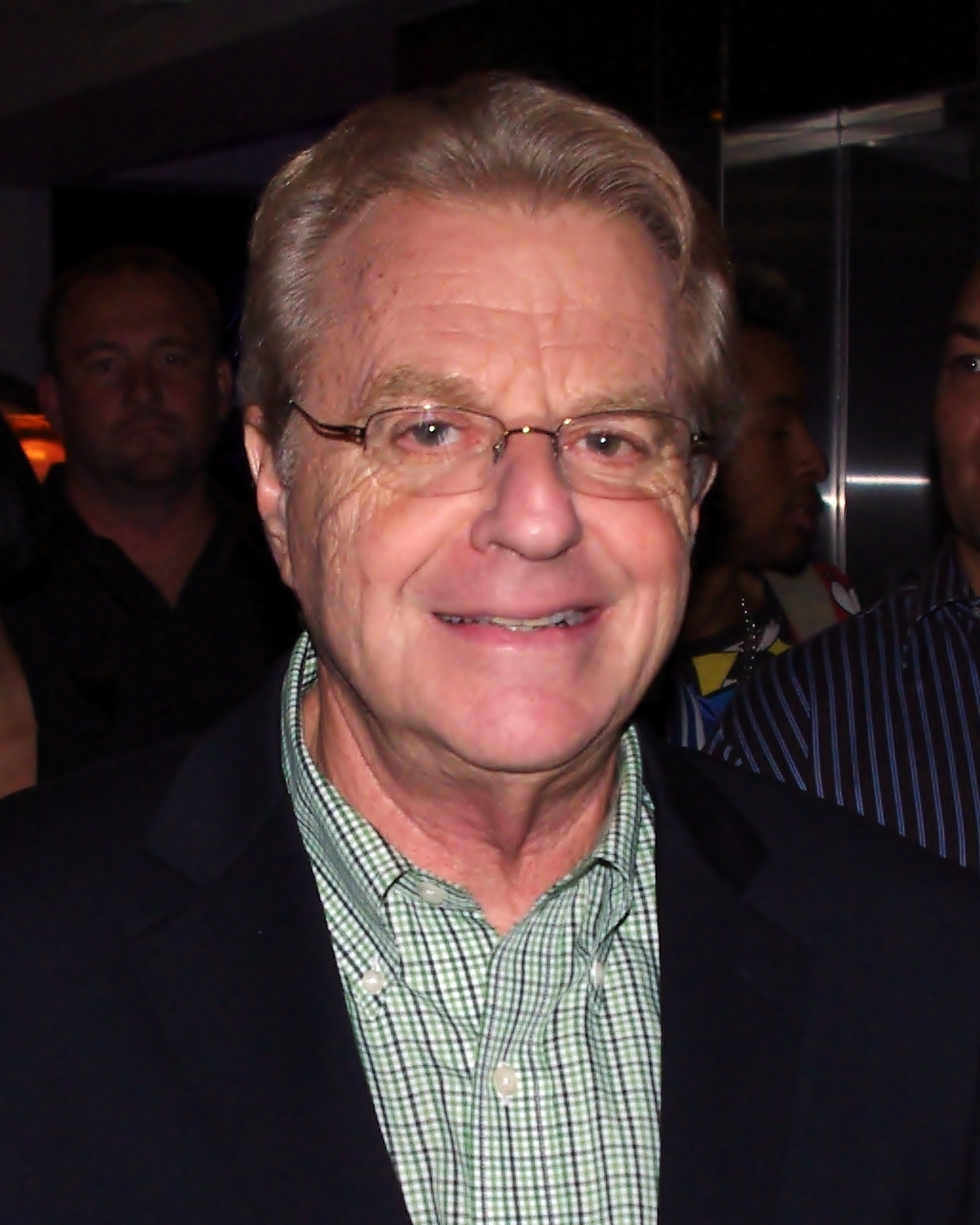
Springer, 2011

Logo der Jerry Springer Show

Gerald Norman „Jerry“ Springer (* 13. Februar 1944 in London, England; † 27. April 2023 in Evanston, Illinois) war ein US-amerikanischer Politiker und Moderator. Springer war demokratischer Bürgermeister von Cincinnati, bevor er durch seine Talk-Sendung The Jerry Springer Show bekannt wurde, die von 1991 bis 2018 gesendet wurde und die Boulevardthemen mit häufigen Handgreiflichkeiten unter Gästen paarte. Von September 2019 bis August 2022 war er Gastgeber der Reality-Gerichtsshow Judge Jerry.

## Leben
Gerald Norman Springer wurde als Sohn jüdischer Flüchtlinge aus dem Deutschen Reich im Londoner U-Bahnhof Highgate im Zweiten Weltkrieg während eines Bombenangriffs geboren. Seine Mutter Margot war Bankangestellte und sein Vater Richard Springer betrieb ein Schuhgeschäft in Landsberg an der Warthe. Seine beiden Großmütter starben im Holocaust. Im Januar 1949 wanderte die Familie in die Vereinigten Staaten aus und ließ sich im New Yorker Stadtbezirk Queens nieder. Dort besuchte er die Forest Hills High School. Gerald Norman und seine Schwester Evelyn lebten zusammen mit ihren Eltern in einem kleinen Vier-Zimmer-Apartment. Sein Interesse am politischen Tagesgeschehen wurde in seinem 12. Lebensjahr geweckt, als er eine Fernsehübertragung der Parteiversammlung der Demokraten verfolgte und von Robert F. Kennedy beeindruckt war.
1965 erwarb er einen Bachelor of Arts in Politikwissenschaft an der Tulane University, 1968 einen Juris Doctor an der Northwestern University.
Bevor Springer TV-Moderator wurde, war er als Jurist und Berufspolitiker tätig. Er unterstützte den Wahlkampf von Robert F. Kennedy 1968. Danach kandidierte er 1970 für einen Sitz im US-Repräsentantenhaus; als er dort scheiterte, ließ er sich 1971 in den Gemeinderat der Stadt Cincinnati wählen. 1974 musste er wegen eines Prostituiertenskandals zurücktreten, gewann als unabhängiger Kandidat seinen Sitz im Jahr darauf jedoch wieder zurück. 1977 kandidierte er – im Alter von 33 Jahren – erfolgreich für den Posten des Bürgermeisters der Stadt, den er ein Jahr innehatte. 1982 bewarb er sich erfolglos um das Amt des Gouverneurs von Ohio. Er arbeitete daraufhin für über ein Jahrzehnt äußerst erfolgreich als politischer Reporter und Kommentator für die Cincinnatier NBC-Tochter WLWT-TV. Am 30. September 1991 startete schließlich die Talk-Sendung The Jerry Springer Show, die in Chicago aufgenommen wurde und bis Mitte 2018 im Fernsehen lief. Die Show galt als popkultureller Archetypus der zeitgenössischen Krawall-Talkshow und wurde vielfach parodiert. Themen, die zu handgreiflichen Aktionen der Gäste führten, wurden beispielsweise in Austin Powers, Die Simpsons, Grabgeflüster – Liebe versetzt Särge oder Hör mal, wer da hämmert dargestellt.
In dem britischen Musical Jerry Springer – The Opera von Stewart Lee und Richard Thomas wird die von vielen als absurd bewertete Jerry Springer Show mit Elementen wie stepptanzenden Ku-Klux-Klan-Mitgliedern noch weiter ins Surreale gesteigert. Das Musical wurde 2002 in Edinburgh uraufgeführt und wurde inzwischen im Cambridge Theatre im Londoner West End und auch im britischen Fernsehen gezeigt.
Springer starb am 27. April 2023 in seinem Wohnort Evanston, einem Vorort von Chicago, im Alter von 79 Jahren an Bauchspeicheldrüsenkrebs.

## Sonstiges
Springer war in einer Folge der US-Sitcom Eine schrecklich nette Familie zu sehen, in der er die Rolle eines männlichen Feministen spielte. Zu sehen war er auch in den US-Sitcoms Sabrina – Total Verhext! in der Folge Mrs Kraft, in der er sich selbst spielte, sowie in Roseanne, wo die Connors nach einem Lottogewinn in der dritten Folge der letzten Staffel in Springers Show auftraten.
Springer hat auch in mehreren Filmen mitgespielt, z. B. an der Seite von Dolph Lundgren in The Defender im Jahre 2004.
Auch trat er als Gast in der US-Comedy Show MADtv und bei der Wrestling-Liga WWE in den Jahren 2010 und 2014 auf.
Im Oktober 2022 nahm Springer als Beetle an der achten Staffel der US-amerikanischen Version von The Masked Singer teil, in der er den 13. Platz belegte.